# Palisota schweinfurthii
Palisota schweinfurthii är en himmelsblomsväxtart som beskrevs av Charles Baron Clarke. Palisota schweinfurthii ingår i släktet Palisota och familjen himmelsblomsväxter. Inga underarter finns listade.

## Bildgalleri

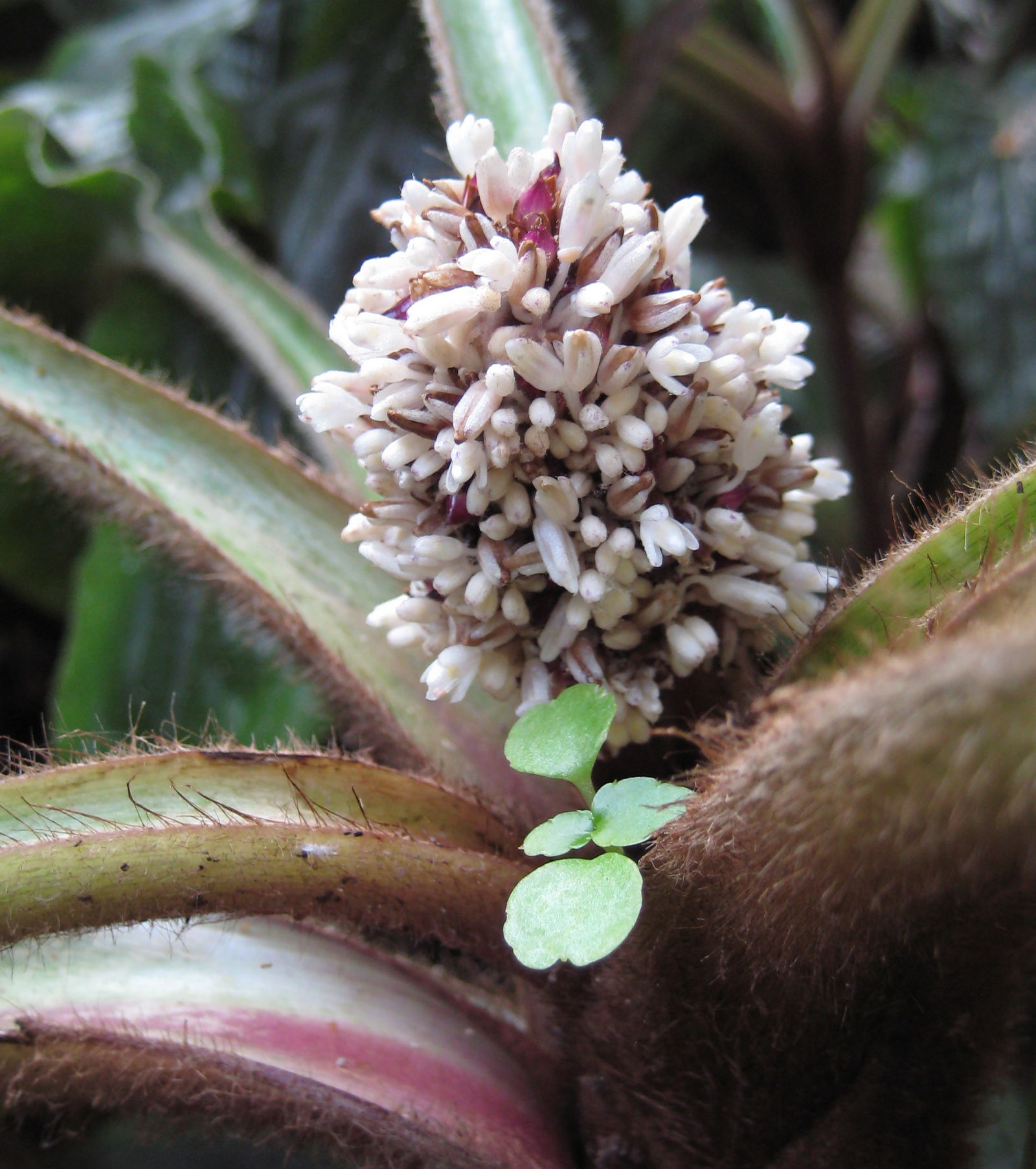
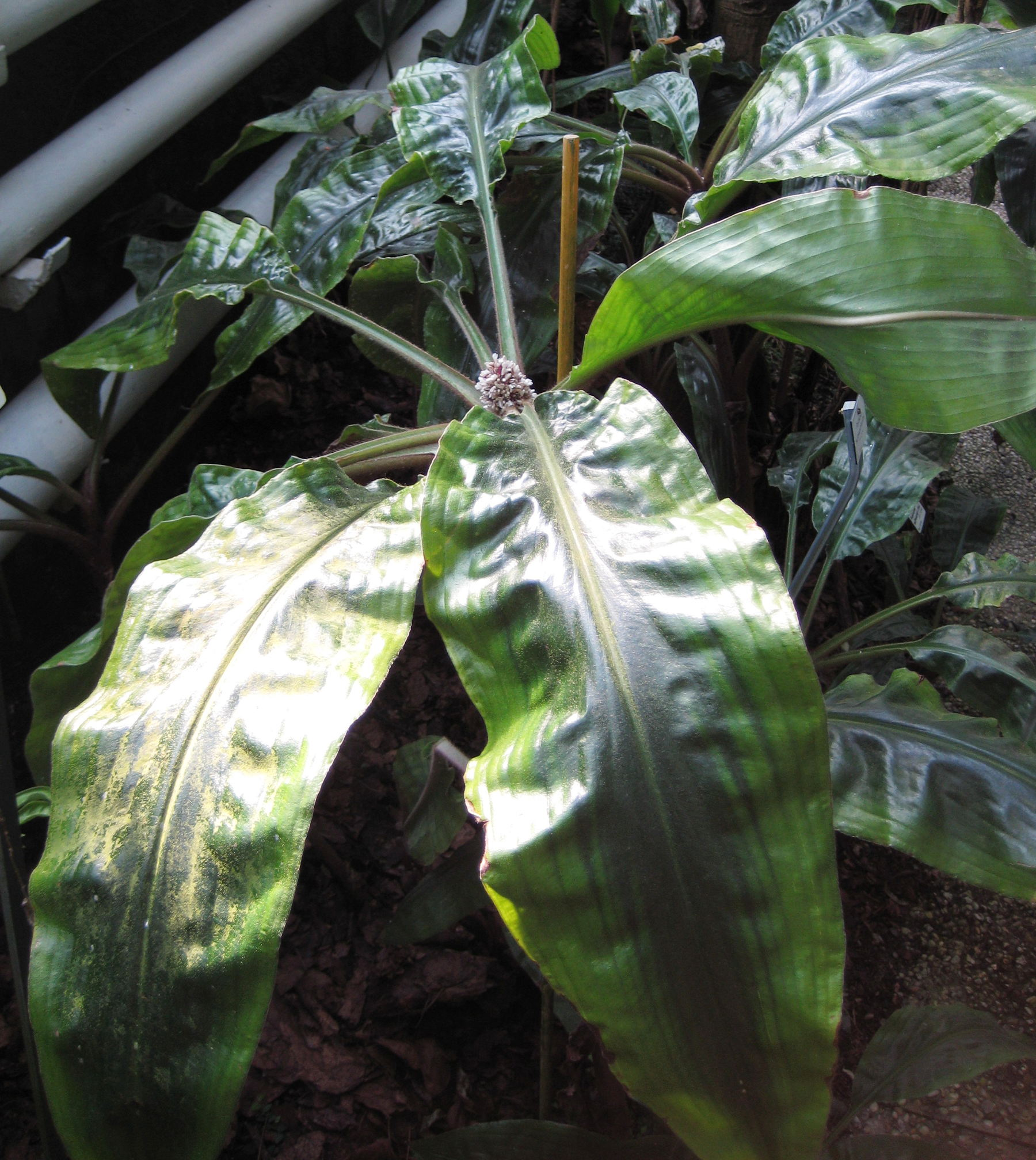